# Ubinas
Ubinas – aktywny stratowulkan znajdujący się w południowej części Peru, około 70 km na wschód od miasta Arequipa. Jego ostatnia erupcja miała miejsce w latach 2016–2017.

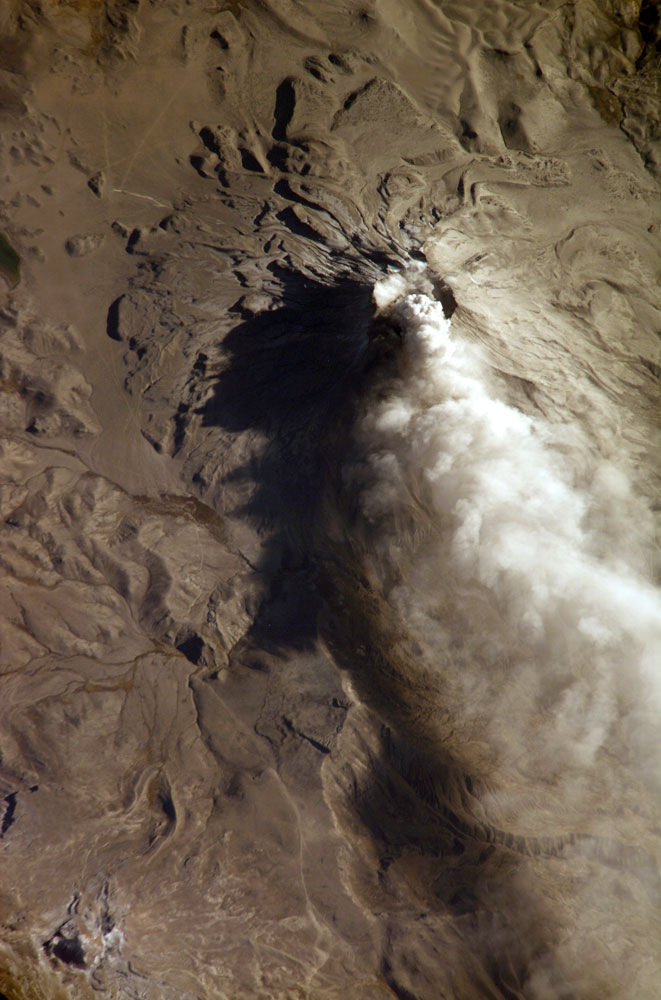
Chmura popiołu unosząca się po wybuchu Ubinas, widok z Międzynarodowej Stacji Kosmicznej, 14 sierpnia 2006